# 32 Aquarii
32 Aquarii, som är stjärnans Flamsteed-beteckning, är en dubbelstjärna belägen i den norra delen av stjärnbilden Vattumannen. Den har en skenbar magnitud på 5,29  och är svagt synlig för blotta ögat där ljusföroreningar ej förekommer. Baserat på parallaxmätning inom Hipparcosuppdraget på ca 14,4 mas, beräknas den befinna sig på ett avstånd på ca 226 ljusår (ca 69 parsek) från solen. Den rör sig bort från solen med en heliocentrisk radiell hastighet på ca 19 km/s  och är en möjlig medlem i koronan i Ursa Major-flödet.

## Egenskaper
Primärstjärnan 32 Aquarii A är en blå till vit underjättestjärna av spektralklass A5 IV. Den har en massa som är ca 1,7 gånger större än solens massa, en radie, som är ca 3 gånger större än solens och utsänder från dess fotosfär ca 29 gånger mera energi än solen vid en effektiv temperatur av ca 8 000 K.
32 Aquarii är en enkelsidig spektroskopisk dubbelstjärna med en (antagen) cirkulär bana med en omloppsperiod på endast 7,8 dygn. Primärstjärnan är en Am-stjärna med kalcium-K-linje hos en stjärna av klass A3, vätelinjer hos en stjärna av klass F1 och metallinjer hos en stjärna av klass F2. Den är en långsamt roterande stjärna med skarpa spektrallinjer vid en projekterad rotationshastighet på 9,6 km/s.